# Dvorana Podmežakla
 (avril 2025).
La Dvorana Podmežakla est un complexe sportif polyvalent de Jesenice (Slovénie) ouvert depuis 1978.
La patinoire accueille notamment l'équipe de hockey sur glace du HK Jesenice pensionnaire de la Ligue Autrichienne. La patinoire a une capacité de 5 900 spectateurs.

## Événements
- Septembre 2013 : Championnat d'Europe de basket-ball, 1er tour.